# 暴擊
暴擊（英文：Critical Hit、或簡稱Crit），中文又稱重擊、會心一擊或要害攻擊，在電子遊戲與角色扮演遊戲中屬於一種強化攻擊，指在玩家進行一般攻擊時有機率可造成比一般攻擊更多的傷害。暴擊一詞另在放置類遊戲中並不是指攻擊行為，而是玩家在一次操作中獲得比一般情況下更多的道具。一般而言，觸發暴擊時會以較為醒目的文字標註數值，常用的方式有紅字及粗體。
此外，暴擊也被用在流行語中，表示一個人的言語或行動對另一個人造成巨大的心理傷害或者切中要害的意思。

## 緣起
1975年出版的角色扮演遊戲花瓣王座帝國最先介紹了此種概念，該遊戲最初對暴擊系統的設計是使用隨機值，在20分之1的機率下可以針對敵人要害造成雙倍傷害。

## 種類
暴擊在遊戲中是模擬了針對敵方要害所進行的機率性傷害增益效果。在遊戲中通常被設計為「隨機觸發」，主要可透過暴擊率來模擬單次攻擊能觸發暴擊的機率。例如在角色扮演遊戲《龍與地下城》中，當玩家造成的一般攻擊攻擊到對手時，玩家有5%的機率能造成更多傷害。
暴擊給予的增益多以雙倍最為常見，但有些遊戲含有暴擊倍率系統，可以決定造成暴擊時給予增益多少倍的傷害。此外暴擊被觸發時在某些遊戲中也能造成一些特殊效果，比如給予敵人「溢傷」效果，或者降低行走速度、擊退敵人等。
在眾多遊戲中暴擊也可能有其他的名稱，比如在《時空之輪》中被稱為「雙倍打擊（Double Hit）」，觸發後可以容許玩家在單一回合制遊戲中連續攻擊敵方兩次。在《地球冒險系列》中稱作「粉碎打擊（Smash Hit）」。《勇者鬥惡龍II》中稱作「英雄式攻擊（Heroic Attack）」等。

### 攻擊失誤
暴擊的相對詞「Miss」，中文譯作攻擊失誤，也是一種攻擊時會產生的隨機行為，在觸發期間，玩家的攻擊將不會對敵人造成傷害。除了攻擊失誤外也有另一個觀念為躲避（Dodge），一樣是迴避攻擊，並常在角色扮演遊戲中的攻擊系統出現。兩者較為不同的地方是躲避屬於玩家面對攻擊的能力，並可以透過裝備或增益效果來提升迴避的機率，而攻擊失誤則在敵人身上觸發，因此無法經由提升增益來調整出現的機率。

### 爆頭
在射擊遊戲中，由於敵人的要害通常皆被設置於頭部，暴擊常常被置換為爆頭。由於在遊戲中射擊頭部對玩家而言較有技術性，因此爆頭去除掉了隨機性（即沒有暴擊率的概念，只要攻擊到指定區塊皆會觸發暴擊），進而更強調於玩家的操作技巧。而一些遊戲中爆頭除了對敵人造成較多的傷害以外可能還包含了一擊必殺的效果。